# Harpoon (tên lửa)

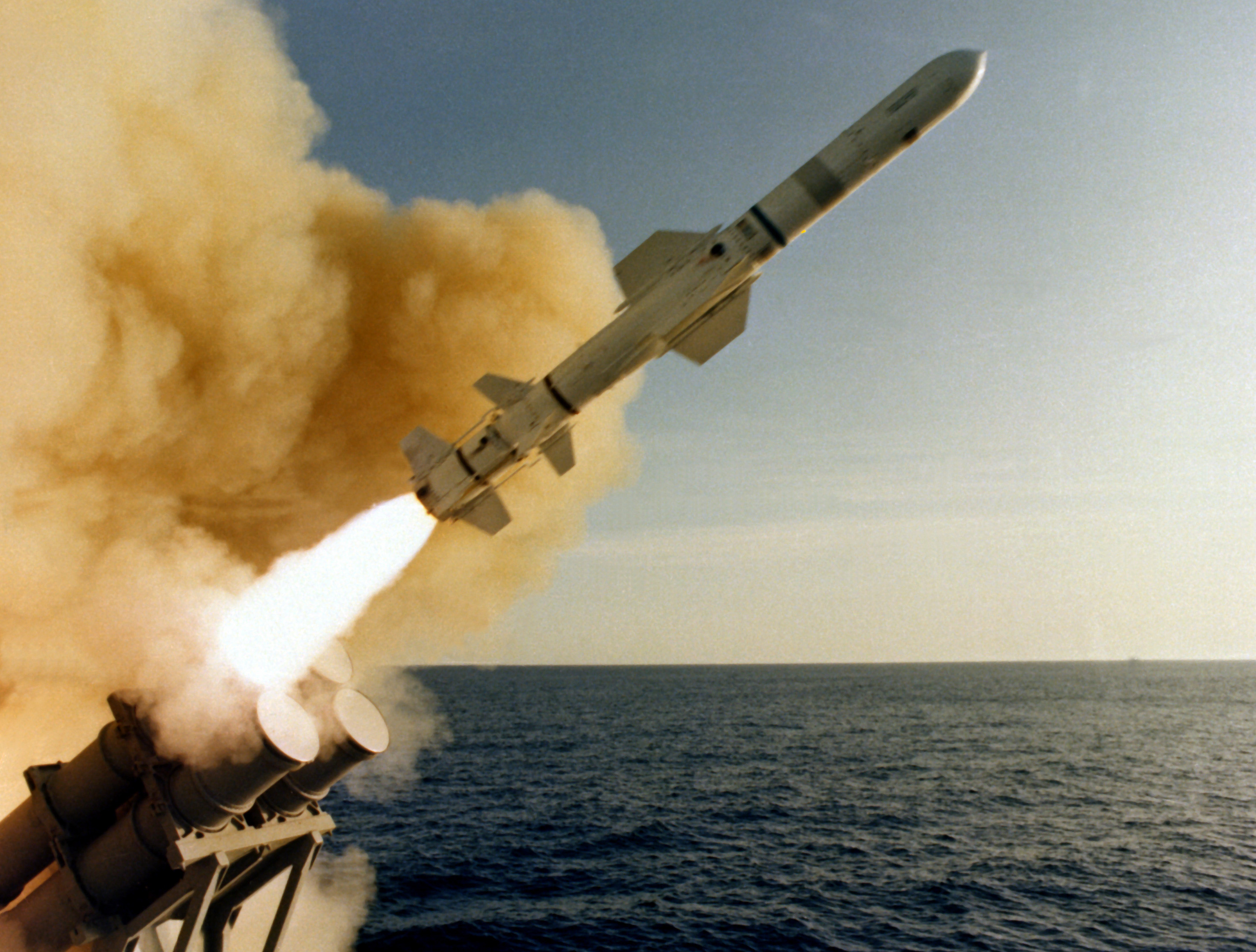
AGM-84 Harpoon được phóng đi

Tên lửa AGM-84 Harpoon (ngọn lao) là loại tên lửa chống hạm hoạt động trong mọi thời tiết, phát triển và sản xuất bởi McDonnell Douglas (hiện nay được phát triển bởi Boeing). Nó có quỹ đạo hành trình ở tầm thấp, lướt trên biển với sự dẫn đường của radar chủ động.

## Phát triển
Vào năm 2004, Boeing đã sản xuất tổng cộng 7000 tên lửa Harpoon kể từ khi vũ khí này được phát triển vào năm 1977. Công nghệ tên lửa đã phát triển nó lên cao thành một loại tên lửa Standoff Land Attack Missile (SLAM) và SLAM-ER (Standoff Land Attack Missile expanded response).Hiện nay, phiên bản nâng cấp của GM-84 Harpoon là tên lửa AGM-84 H/K SLAM-ER được xem là loại tên lửa chống hạm hiệu quả và đáng sợ nhất của Hải quân Hoa Kỳ, lý do cho điều này đến từ các tính năng của SLAM-ER. SLAM-ER có thể tấn công các mục tiêu di chuyển trong mọi thời tiết, cả ngày lẫn đêm. Được dẫn hướng và điều khiển bằng Hệ thống định vị toàn cầu (GPS) và hình ảnh hồng ngoại, SLAM-ER có thể được lái từ xa trong khi đang bay, có thể chuyển hướng đến một mục tiêu khác sau khi phóng. Nếu mục tiêu ban đầu đã bị phá hủy, hoặc không còn được coi là nguy hiểm (hướng dẫn chỉ huy - command guidance), tên lửa này có thể tự phát nổ. Thông tin mục tiêu cũng có thể gửi lại từ SLAM-ER chia sẻ cho các máy bay khác hoặc UAV giúp tăng khả năng gây thiệt hại cho lực lượng đối phương.
Ngoài ra, SLAM-ER còn sỡ hữu bộ phận nhận dạng mục tiêu tự động (ATRU) xử lý dữ liệu bằng cách so sánh video tốc độ cao trước và sau khi phóng cho phép SLAM-ER hoạt động theo chế độ "bắn và quên". Khi tiếp cận mục tiêu đã được đánh dấu, tên lửa SLAM-ER mới kích hoạt cảm biến ảnh nhiệt, sau đó chúng sử dụng thuật toán so sánh hình ảnh được cung cấp trước khi phóng với thực địa để xác định vị trí hợp lý chờ lệnh công kích. Nó cũng có thể bắn theo chế độ "điểm đã được khoanh tròn" ("man-in-the-loop"), khi phi công hoặc nhân viên hệ thống vũ khí có thể chỉ định chính xác điểm tác động, ngay cả trong trường hợp mục tiêu không có tín hiệu hồng ngoại khác biệt.
Ngoài SLAM-ER ra, AGM-84 Harpoon vẫn không ngừng được nâng cấp, với biến thể mới nhất hiện tại là AGM-84 Harpoon Block II+Extended Range (SLAM-ER là Block IH) lần đầu được giới thiệu vào năm 2015, với tầm bắn vào 384km.

## Đặc điểm[3]
Đường kính: 13,5 inch (34,29 cm)
Chiều dài + Phóng từ tàu: 15 feet 2 inch (4,6208m)
+ Phóng trên không: 12 feet 7.5 inch (3,8481m)
Phạm vi: +67 knot
Trọng lượng: 1.160 pound (526.167 kg),khởi động bằng máy bay
Động cơ: Động cơ tuốc bin phản lực bằng không khí (hành trình), bộ đy nhiên liệu rắn (solid-propellant booster)
Tốc độ: 0.85 Mach (High subsonic), 291.55 m/s

## Sử dụng bởi
Hoa Kỳ
Úc
Bahrain
Bỉ
Brazil
Canada
Chile
Denmark
Ai Cập
Đức
Greece
Indonesia
Iran
Israel
Ấn Độ
Nhật Bản
Malaysia
Mexico
Netherlands
Pakistan
Ba Lan
Portugal
Hàn Quốc
Saudi Arabia
Singapore
Spain
Đài Loan
Thái Lan
Turkey
Các tiểu vương quốc Ả Rập Thống Nhất
Vương quốc Anh
Venezuela